# Unwritten Law

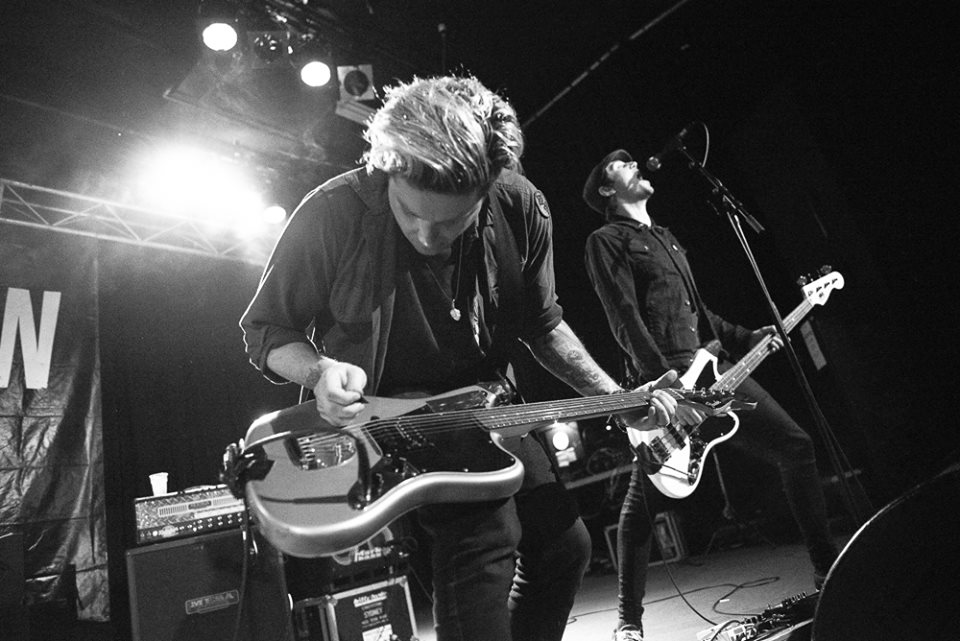
Bandmitglied Gwendolyn Lee im Vordergrund (2015)

Unwritten Law (deutsch: ungeschriebenes Gesetz) ist eine 1990 in San Diego, Kalifornien gegründete amerikanische Rockgruppe.

## Geschichte
Die Gruppe entstand in den frühen 1990ern in Kalifornien, obwohl ihre Musik nicht typisch für Kalifornien ist, da sich in ihr verhältnismäßig viele Synthesizer-Effekte finden, wodurch diese ungewöhnlich popartig wirkt. Nachdem ihr Debüt Blue Room veröffentlicht wurde, tourte Unwritten Law durch die USA. Der Erfolg dieses Albums fiel jedoch relativ bescheiden aus. Deshalb wechselten sie zu der Plattenfirma Epic Records und veröffentlichten ihr erstes Album ein zweites Mal. Im Jahre 1997 gingen sie zur Plattenfirma Interscope. Seit 2003 veröffentlichen Unwritten Law ihre Musik über das Label Lava Records.
Nach ihrem Underground-Hit "Cailin'" (1999 Summer-Favorite), erschien im Herbst 2002 das zweite Interscope-Album "ELVA" des San Diego-Quintetts Unwritten Law. Ihr unkonventioneller Sound hob sich von der Masse der zahlreichen Punk- und New-Rock-Bands ab. Aufgrund dieser Qualitäten konnten Unwritten Law u. a. Josh Abraham (Korn, Limp Bizkit, Staind) sowie Miguel (Sublime, Long Beach Dub Allstars) für die Produktion gewinnen.
Außerdem wurden einige der Songs in Computer- und Konsolenspielen des Herstellers Electronic Arts verwendet, wie z. B. "The Celebration Song" in Need for Speed: Underground 2 sowie F.I.G.H.T. in Burnout Revenge.

## Diskografie
- 1995: Blue Room (Epic)
- 1996: Oz Factor (Epic)
- 1998: Unwritten Law (Interscope)
- 2002: Elva (Interscope)
- 2003: Music in High Places (Live; Lava Records)
- 2005: Here’s to the Mourning (Lava Records)
- 2007: The Hit List (Abydos)
- 2008: Live and Lawless (Live; Suburban Noize)
- 2011: Swan (Suburban Noize)
- 2016: Acoustic (Cyber Tracks)
- 2022: The Hum (Cleopatra)